# صراء (یمن)
 صراء (در عربی:  الصَراء )
نام روستایی است در دهستان المَذبَح از توابع استان لَحِج در کشور یمن در شبه جزیره عربستان.

## جمعیت
جمعیت آن (۵۰) نفر (۵ خانوار) می‌باشد.